# Unterseeboot U-49 (1915)
Pour les autres navires du même nom, voir Unterseeboot 49.
L'Unterseeboot U-49 est le septième U-boot de type U 43 de la Kaiserliche Marine pendant la Première Guerre mondiale. L'U-49 fut commandé le 4 août 1914 et fut incorporé dans la IIIe flottille le 7 août 1916. Au cours de sa carrière, il a coulé 38 navires pour un total de 86 320 tonneaux de jauge brute (TJB). Aucun n’était un navire de guerre.
Le Kapitänleutnant Richard Hartmann a commandé l'U-49 tout au long de sa carrière jusqu’à ce qu’il soit coulé le 11 septembre 1917 au combat dans le golfe de Gascogne. Alors qu’il faisait surface, l'U-49 attaqua le navire marchand British Transport, qui naviguait de Brest, en France, à destination d’Arkhangelsk en Russie, chargé de munitions et d’autres explosifs. Après une fusillade de cinq heures, l'U-49 tire deux torpilles sur le British Transport. Les deux manquèrent leur cible, et le navire marchand l’éperonna et le coula à la position 46° 17′ N, 14° 42′ O. Tout l’équipage fut perdu.
C’était la première fois de la guerre qu’un navire marchand coulait un sous-marin. En février 1918, le capitaine du British Transport, le capitaine AT Pope, a été fait Compagnon de l'Ordre du Service distingué,,. Trois de ses officiers ont reçu la Distinguished Service Cross, sept de ses membres d’équipage ont reçu la Distinguished Service Medal et trois ont été mentionnés dans les dépêches.

## Affectations
- IIIe flottille : du 7 août 1916 au 11 septembre 1917.

## Commandants
- Kapitänleutnant Richard Hartmann[8] : du 31 mai 1916 au 11 septembre 1917.

## Navires coulés
| Date              | Nom             | Nationalité  | Tonnage | Destin.             |
| ----------------- | --------------- | ------------ | ------- | ------------------- |
| 28 septembre 1916 | Benguela        | Suède        | 688     | Coulé               |
| 28 septembre 1916 | Emanuel         | Norvège      | 246     | Coulé               |
| 29 septembre 1916 | Haarfagre       | Norvège      | 566     | Capturé comme prise |
| 29 septembre 1916 | Nornen          | Norvège      | 215     | Coulé               |
| 1 novembre 1916   | Seatonia        | Royaume-Uni  | 3533    | Coulé               |
| 2 novembre 1916   | Caswell         | Royaume-Uni  | 245     | Coulé               |
| 2 novembre 1916   | Harfat Castle   | Royaume-Uni  | 274     | Coulé               |
| 2 novembre 1916   | Kyoto           | Royaume-Uni  | 282     | Coulé               |
| 8 novembre 1916   | Columbian       | États-Unis   | 8580    | Coulé               |
| 9 novembre 1916   | Balto           | Norvège      | 3538    | Coulé               |
| 9 novembre 1916   | Fordalen        | Norvège      | 2835    | Coulé               |
| 10 novembre 1916  | Camma           | Norvège      | 794     | Coulé               |
| 11 novembre 1916  | Barbara         | Grèce        | 2831    | Coulé               |
| 11 novembre 1916  | Ragnar          | Danemark     | 2123    | Coulé               |
| 12 novembre 1916  | Lady Carrington | Royaume-Uni  | 3269    | Coulé               |
| 12 novembre 1916  | Leda            | Pays-Bas     | 1140    | Endommagé           |
| 12 novembre 1916  | Therese         | Danemark     | 1333    | Coulé               |
| 15 novembre 1916  | La Briantais    | France       | 255     | Coulé               |
| 15 novembre 1916  | Lorca           | Royaume-Uni  | 4129    | Coulé               |
| 19 février 1917   | Sigrid          | Empire russe | 2194    | Coulé               |
| 27 février 1917   | Galgorm Castle  | Royaume-Uni  | 1596    | Coulé               |
| 27 février 1917   | Luigino B.      | Italie       | 1971    | Coulé               |
| 27 février 1917   | Tritonia        | Royaume-Uni  | 4445    | Coulé               |
| 3 mars 1917       | Newstead        | Royaume-Uni  | 2836    | Coulé               |
| 3 mars 1917       | Sagamore        | Royaume-Uni  | 5197    | Coulé               |
| 5 mai 1917        | Snig            | Norvège      | 2115    | Coulé               |
| 8 mai 1917        | Petunia         | Royaume-Uni  | 1749    | Coulé               |
| 11 mai 1917       | Barrister       | Royaume-Uni  | 3679    | Coulé               |
| 14 mai 1917       | Carnmoney       | Royaume-Uni  | 1299    | Coulé               |
| 17 mai 1917       | George Pyman    | Royaume-Uni  | 3859    | Coulé               |
| 1 juillet 1917    | Stalheim        | Norvège      | 1469    | Endommagé           |
| 3 juillet 1917    | Cimbria         | Danemark     | 234     | Coulé               |
| 3 juillet 1917    | Mary Boyes      | Danemark     | 101     | Coulé               |
| 3 juillet 1917    | Proefneming I   | Pays-Bas     | 112     | Coulé               |
| 3 juillet 1917    | Thor            | Pays-Bas     | 105     | Coulé               |
| 8 juillet 1917    | Obuasi          | Royaume-Uni  | 4416    | Coulé               |
| 10 juillet 1917   | King David      | Royaume-Uni  | 3680    | Coulé               |
| 12 juillet 1917   | Muirfield       | Royaume-Uni  | 3086    | Coulé               |
| 15 juillet 1917   | Dudhope         | Royaume-Uni  | 2086    | Coulé               |
| 16 juillet 1917   | Lamia L.        | Italie       | 2220    | Coulé               |
| 11 septembre 1917 | Vienna          | Royaume-Uni  | 4170    | Coulé               |